# Rubén Díaz de Cerio
Rubén Díaz de Cerio, né le 25 mai 1976 à Logroño, est un coureur cycliste espagnol, actif dans les années 1990 et 2000.

## Biographie
Entre 1996 et 1999, Rubén Díaz de Cerio se distingue chez les amateurs en obtenant plusieurs victoires et diverses places d'honneur. Il évolue ensuite au niveau professionnel durant quatre saisons au sein de l'équipe Euskaltel-Euskadi. Avec cette formation, il obtient ses meilleurs résultats au printemps 2001 en terminant troisième d'À travers le Morbihan et cinquième du Tro Bro Leon. 

## Palmarès
- 1996
  - Championnat de La Rioja
  - Trofeo Ermitagana
- 1999
  - Dorletako Ama Saria
  - San Juan Sari Nagusia
- 2001
  - 3e d'À travers le Morbihan

### Classements mondiaux
| Année                                 | 2015 | 2016  |
| ------------------------------------- | ---- | ----- |
| Classement mondial                    |      | 2793e |
| UCI America Tour                      | 307e | 563e  |
|                                       |      |       |
| Légende : nc = non classéSource : UCI |      |       |